# Федерко, Берни
Бе́рнард А́ллан Феде́рко (англ. Bernard Allan Federko; род. 12 мая 1956, Фоум-Лейк, Саскачеван, Канада), известный как Берни Федерко — бывший канадский хоккеист украинского происхождения, центральный нападающий. Федерко играл в Национальной хоккейной лиге с 1976 по 1990 годы за клубы «Сент-Луис Блюз» и «Детройт Ред Уингз». Член Зала хоккейной славы с 2002 года.

## Биография

### Игровая карьера
Берни Федерко начал свою профессиональную карьеру в клубе WHL «Саскатун Блейдз», за который провёл три сезона. В сезоне 1975/76 набрал больше всех в команде голевых передач и очков и в регулярном сезоне, и в плей-офф. Федерко был выбран в первом раунде драфта НХЛ 1976 года под общим 7-м номером клубом «Сент-Луис Блюз». Следующий сезон он начал в фарм-клубе «Сент-Луиса» «Канзас-Сити Блюз» (Центральная хоккейная лига). Федерко лидировал в списке бомбардиров лиги и в середине сезона был вызван в «Сент-Луис». До конца сезона НХЛ он успел провести 31 матч, в которых сделал три хет-трика. В сезоне 1978/79 Федерко вырос в отличного бомбардира. В семи из восьми сезонов с 1978 по 1986 годы Федерко набирал больше 90 очков и четырежды сумел набрать больше 100 очков за сезон. Федерко стал первым игроком НХЛ, кому удалось набрать 50 и более голевых передач в десяти сезонах подряд. Однако, в эру Великого Уэйна Гретцки, который четырежды в карьере набрал более 200 очков за сезон и 14 раз — больше 100, Федерко не получал от прессы и болельщиков должного внимания. В 1986 году в опросе, проведённом в североамериканском хоккейном журнале, Федерко был признан самым недооценённым хоккейным талантом. Бывший генеральный менеджер «Сент-Луиса» Рон Карон говорил о Федерко:

Отличный плеймейкер. Благодаря ему, игрок среднего или выше среднего уровня выглядит звездой. Он очень бескорыстный игрок.
Оригинальный текст (англ.)"A great playmaker. He makes the average or above average player look like a star at times. He's such an unselfish player."

19 марта 1988 года Федерко стал 22-м по счёту игроком НХЛ, набравшим 1000 очков за карьеру. После неудачного сезона 1988/89 Федерко вместе с Тони Маккегни был обменян в «Детройт Ред Уингз» на Пола Маклина и будущую звезду «Сент-Луиса» Адама Оутса. В «Детройте» Федерко воссоединился с бывшим главным тренером «Блюз» Жаком Демером, но вынужден был играть под лидером «Детройта» Стивом Айзерманом на вторых ролях и не получал желаемого игрового времени. После того, как он закончил сезон 1989/90 в «Детройте» с худшим после дебютного сезона показателем по очкам, Федерко решил завершить карьеру игрока, сыграв в регулярных сезонах НХЛ ровно 1000 матчей.

### После окончания карьеры
16 марта 1992 года клуб «Сент-Луис Блюз» вывел из обращения номер 24, под которым играл Федерко, в знак признания его заслуг перед командой. Федерко был избран членом Зала хоккейной славы в 2002 году. В настоящее время Федерко работает комментатором на домашних матчах «Сент-Луиса».

## Рекорды
- Рекордсмен клуба «Сент-Луис Блюз» по количеству проведённых матчей за клуб (927)
- Рекордсмен клуба «Сент-Луис Блюз» по количеству голевых передач за карьеру (721)
- Рекордсмен клуба «Сент-Луис Блюз» по количеству очков за карьеру (1073)
- Совладелец рекорда клуба «Сент-Луис Блюз» по количеству голевых передач за матч (5, 27 февраля 1988 года)
- Рекордсмен клуба «Сент-Луис Блюз» по количеству голевых передач в плей-офф за карьеру (66)
- Рекордсмен клуба «Сент-Луис Блюз» по количеству очков в плей-офф в одном сезоне (21, 1986 год)
- Рекордсмен клуба «Сент-Луис Блюз» по количеству голевых передач в плей-офф в одном сезоне (15, 1982 год)

## Статистика
| 1973–74     | Саскатун Блейдз   | WCHL        | 68   | 22  | 28  | 50   | 19  | 6  | 0  | 0  | 0   | 2  |
| 1974–75     | Саскатун Блейдз   | WCHL        | 66   | 39  | 68  | 107  | 30  | 17 | 15 | 7  | 22  | 8  |
| 1975–76     | Саскатун Блейдз   | WCHL        | 72   | 72  | 115 | 187  | 108 | 20 | 18 | 27 | 45  | 8  |
| 1976–77     | Канзас-Сити Блюз  | CHL         | 42   | 30  | 39  | 69   | 41  | —  | —  | —  | —   | —  |
| 1976–77     | Сент-Луис Блюз    | НХЛ         | 31   | 14  | 9   | 23   | 15  | 4  | 1  | 1  | 2   | 2  |
| 1977–78     | Сент-Луис Блюз    | НХЛ         | 72   | 17  | 24  | 41   | 27  | —  | —  | —  | —   | —  |
| 1978–79     | Сент-Луис Блюз    | НХЛ         | 74   | 31  | 64  | 95   | 14  | —  | —  | —  | —   | —  |
| 1979–80     | Сент-Луис Блюз    | НХЛ         | 79   | 38  | 56  | 94   | 24  | 3  | 1  | 0  | 1   | 2  |
| 1980–81     | Сент-Луис Блюз    | НХЛ         | 78   | 31  | 73  | 104  | 47  | 11 | 8  | 10 | 18  | 2  |
| 1981–82     | Сент-Луис Блюз    | НХЛ         | 74   | 30  | 62  | 92   | 70  | 10 | 3  | 15 | 18  | 10 |
| 1982–83     | Сент-Луис Блюз    | НХЛ         | 75   | 24  | 60  | 84   | 24  | 4  | 2  | 3  | 5   | 0  |
| 1983–84     | Сент-Луис Блюз    | НХЛ         | 79   | 41  | 66  | 107  | 43  | 11 | 4  | 4  | 8   | 10 |
| 1984–85     | Сент-Луис Блюз    | НХЛ         | 76   | 30  | 73  | 103  | 27  | 3  | 0  | 2  | 2   | 4  |
| 1985–86     | Сент-Луис Блюз    | НХЛ         | 80   | 34  | 68  | 102  | 34  | 19 | 7  | 14 | 21  | 17 |
| 1986–87     | Сент-Луис Блюз    | НХЛ         | 64   | 20  | 52  | 72   | 32  | 6  | 3  | 3  | 6   | 18 |
| 1987–88     | Сент-Луис Блюз    | НХЛ         | 79   | 20  | 69  | 89   | 52  | 10 | 2  | 6  | 8   | 18 |
| 1988–89     | Сент-Луис Блюз    | НХЛ         | 66   | 22  | 45  | 67   | 54  | 10 | 4  | 8  | 12  | 0  |
| 1989–90     | Детройт Ред Уингз | НХЛ         | 73   | 17  | 40  | 57   | 24  | —  | —  | —  | —   | —  |
| Всего в НХЛ | Всего в НХЛ       | Всего в НХЛ | 1000 | 369 | 761 | 1130 | 487 | 91 | 35 | 66 | 101 | 83 |